# Lepturomyia
Lepturomyia is een kevergeslacht uit de familie van de boktorren (Cerambycidae). De wetenschappelijke naam van het geslacht werd voor het eerst geldig gepubliceerd in 2000 door Quentin.

## Soorten
Lepturomyia is monotypisch en omvat slechts de volgende soort:
- Lepturomyia matilei Quentin, 2000